# Công đệ Ngữ
Tống Tử Ngữ (chữ Hán: 宋君禦, trị vì 620 TCN), tên thật là Tử Ngữ (君禦), là vị vua thứ 22 của nước Tống - chư hầu nhà Chu trong lịch sử Trung Quốc.
Tử Ngữ là con trai thứ của Tống Tương công, vua thứ 20 của nước Tống và là em trai của Tống Thành công, vị vua thứ 21 của nước Tống.
Năm 620 TCN, vua anh Tống Thành công qua đời. Tử Ngữ bèn nổi lên làm binh biến, giết chết thế tử của Thành công cùng Tư mã nước Tống là Công tôn Cố rồi cướp ngôi.
Tuy nhiên Tử Ngữ làm vua không được bao lâu. Cùng năm đó, người nước Tống hợp sức tấn công vào cung, giết Tử Ngữ và lập con thứ của Tống Thành công là Tử Xử Cữu lên nối ngôi, tức Tống Chiêu công.